# (5134) Ebilson
(5134) Ebilson es un asteroide perteneciente al cinturón de asteroides, descubierto el 17 de septiembre de 1990 por Henry E. Holt desde el Observatorio del Monte Palomar, Estados Unidos.

## Designación y nombre
Designado provisionalmente como 1990 SM2. Fue nombrado Ebilson en honor a la húngara Elizabeth M. Bilson, directora administrativa del Centro de Radiofísica e Investigación Espacial (CRSR) de la Universidad de Cornell. Originaria de Hungría, estudió en la Sorbona y obtuvo su doctorado en química por la Universidad de Illinois en Urbana-Champaign. Fue investigadora asociada con Thomas Gold en el CRSR de 1969 a 1983, dirigiendo el Laboratorio Lunar, y coautorizó numerosos artículos relacionados con las propiedades físicas del material lunar, en particular explicando la razón del bajo albedo de la Luna. También es una cocinera excelente.

## Características orbitales
Ebilson está situado a una distancia media del Sol de 2,789 ua, pudiendo alejarse hasta 2,885 ua y acercarse hasta 2,693 ua. Su excentricidad es 0,034 y la inclinación orbital 8,103 grados. Emplea 1701,54 días en completar una órbita alrededor del Sol.

## Características físicas
La magnitud absoluta de Ebilson es 11,9. Tiene 11 km de diámetro y su albedo se estima en 0,222. Está asignado al tipo espectral Sl según la clasificación SMASSII.